# Lepiota
Lepiota (Christian Hendrik Persoon, 1797 ex Samuel Frederick Gray, 1821) din încrengătura Basidiomycota, în ordinul Agaricales și familia Agaricaceae, este un gen de ciuperci saprofit, cuprinzând specii în majoritate slab până letal otrăvitoare. La nivel mondial există mai mult de 400 specii, genul fiind deosebit de frecvent la tropice. Aproximativ 60 de specii apar în Europa, în special în regiunea mediteraneană. Tipul de specie este Lepiota clypeolaria (gheba de brad).
Numele generic este derivat din cuvintele de limba greacă veche (greacă veche λεπίς=coajă, scuamă, scoarță) și (greacă veche οὖς=ureche).

## Taxonomie

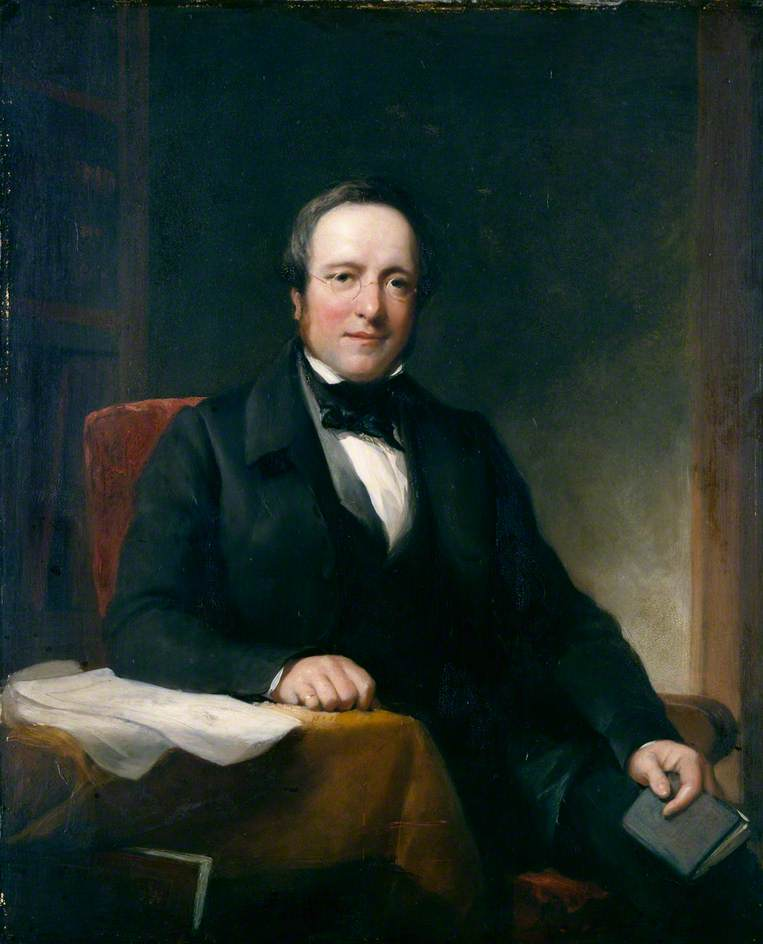
Samuel F. Gray

Numele binomial a fost creat drept Agaricus sect. Lepiota de micologul bur Christian Hendrik Persoon în Tentamen dispositionis methodicae Fungorum din 1797 și convertit de botanistul englez Samuel Frederick Gray în noul gen independent determinat de el însuși, anume Lepiota, taxon valabil până în prezent (2020), de verificat în volumul 1 al  marii sale opere A natural arrangement of British plants din 1821.
Pe lângă încercărilor de redenumire de unii micologi, astăzi sinonime acceptate dar neglijabile, au fost create forme și subspecii, datorită mulțimii de soiuri care însă nu sunt folosite pe scară largă.
Pe baza macro- și micromorfologiei, autori ulteriori au perfecționat treptat conceptul generic al genului Lepiota. Unele genuri fără legătură, cum ar fi Cystoderma  Fayod, (1889) sau Limacella (Earle (1909) , au fost eliminate din gen, în timp ce mai multe genuri înrudite, inclusiv Leucocoprinus  Pat. (1888) , Macrolepiota (Locq.) Singer (1948) și Leucoagaricus  (Locq.) Singer (1948), Cystolepiota  Singer (1952)  și Echinoderma Bon (1991) au fost separate, ultimul fiind încă discutat. Speciile rămase au fost catalogate în mai multe secții. Aceste genuri segregate, împreună cu Lepiota în sine, mai sunt adesea grupate drept Lepiota s.l. (sensu lato =în sensul larg) sau ca ciuperci lepiotoide.

## Morfologie
- Pălăria: este destul de moale și mai mult sau mai puțin cărnoasă. Cuticula flocoasă, solzoasă, foarte rar netedă, la specii ceva mai mari nu rar conic-verucoasă, este de un colorit foarte variabil cu multe nuanțe între alb și maroniu, dar nu verde, roșu pur, albastru sau negru.
- Lamelele: inițial acoperite de un văl parțial albui, sunt subțiri, uneori slab bifurcate, aglomerate și libere, coloritul fiind preponderent alb. Unele specii au tendința de a îngălbeni și, în plus, există soiuri cu lamele galbene sau măslinii, ca de exemplu Lepiota eleiophylla și Lepiota xanthophylla.
- Piciorul: este subțire, cilindric și repede gol pe dinăuntru. Coaja deasupra inelului netedă și albicioasă, devine spre bază solzoasă sau flocos-lânoasă și la multe soiuri slab maronie până brună sau invers, de exemplu la Lepiota clypeolaria. Poartă un inel imobil, adesea efemer.
- Carnea: este moale, slab elastică în pălărie, în picior mai fibroasă, uneori dură, mirosul tinde între plăcut și dezgustător.
- Caracteristici microscopice: are spori amiloizi (ce înseamnă colorabilitatea structurilor tisulare folosind reactivi de iod), mai precis, slab până la puternic dextrinoizi cu reactivul lui Melzer. Sunt de formă diferită pe exterior, depinde de secție, astfel secțiunea stenospora este pintenată și apiculată lateral, iar secțiunea fusispora prezintă spori alungiți, în formă de fus. Suprafața (membrana) sporilor este albicioasă până verzuie, pulberea lor fiind albă, deschis gălbuie sau rozalie.[4][10]

## Sistematică (selecție)
După ce apartenența de bureți la acest gen este pe o parte mult discutată până în prezent, iar pe alta se găsesc încontinuu soiuri noi, mai ales în America de Sud, nici măcar micologii cunosc numărul exact de specii. Se spune că ar exista aproximativ 400 global și în Europa vreo 60. În urmare o listă cu specii europene mai cunoscute:

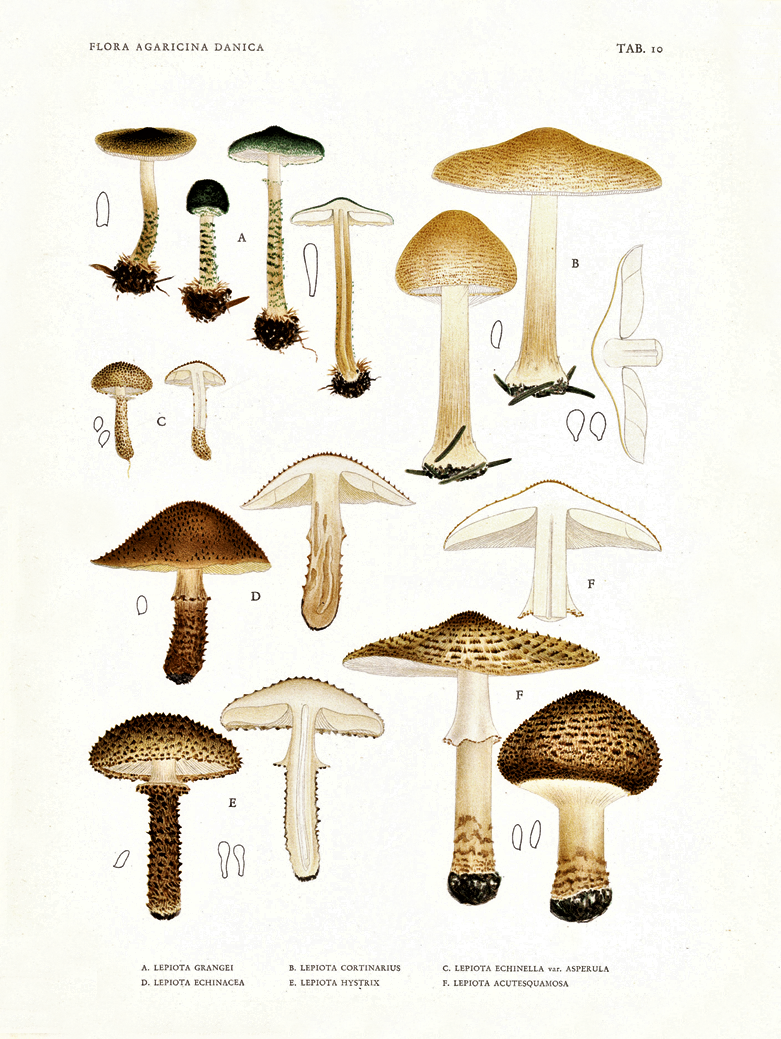
E.J.Lange Lepiota, t. 10

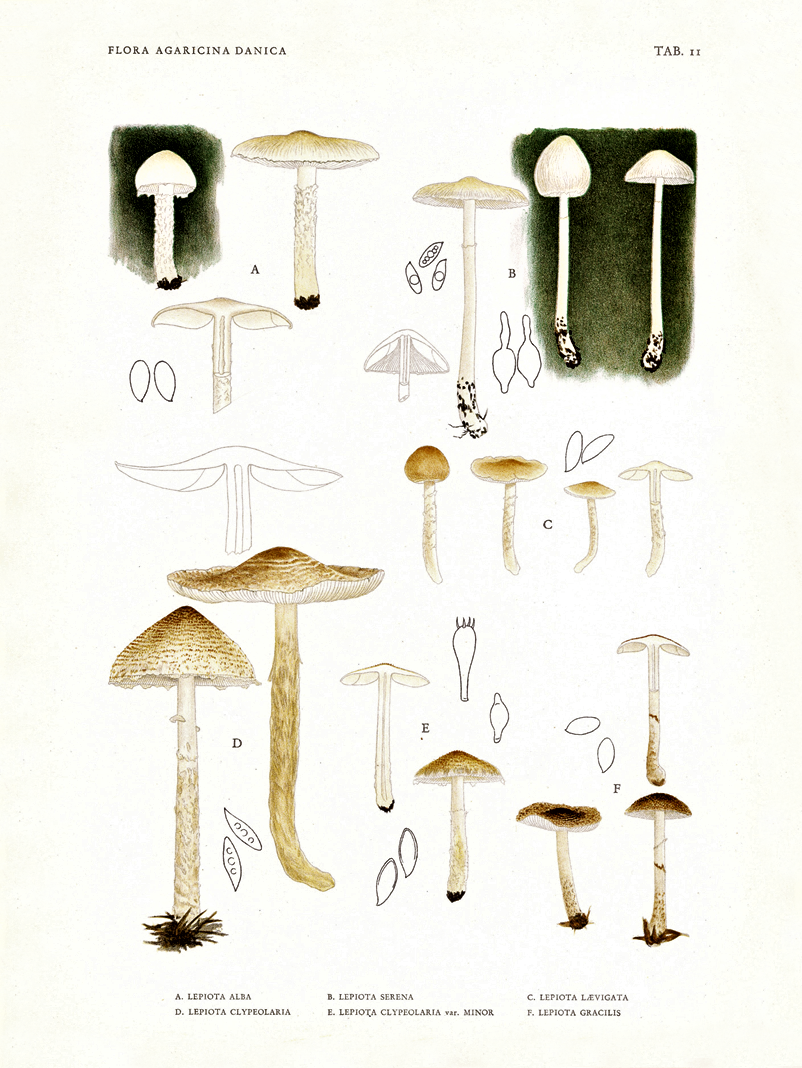
E.J.Lange Lepiota, t. 11

| - Lepiota acerina (Pers.) Peck (1898) - Lepiota aspera (Pers.) Quél. (1886) sin. Echinoderma asperum (Pers.) Bon (1991) - Lepiota boudieri Bres. (1884) - Lepiota brunneoincarnata Chodat & C. Martín (1889) sin. Lepiota barlae Pat. (1905) - Lepiota castanea Quél. (1881) - Lepiota clypeolaria (Bull.) P.Kumm. (1871) - Lepiota cortinarius J.E.Lange (1915) - Lepiota cristata (Bolton) P.Kumm. (1871) - Lepiota elaiophylla Vellinga & Huijser (1998) - Lepiota erminea (Fr.) P.Kumm. (1871) - Lepiota felina (Pers.) P.Karst. (1879) - Lepiota fuscovinacea (Pers.) F.H.Møller & J.E.Lange (1940) - Lepiota grangei (Eyre) Kühner (1934) - Lepiota griseovirens (Eyre) Maire (1933) | - Lepiota hystrix F.H.Møller & J.E.Lange (1940) - Lepiota ignivolvata M. Bousset & Joss. (1948) - Lepiota jacobi Vellinga & Knudsen (1992) - Lepiota lilacea Bres. (1892) - Lepiota ochraceodisca Bon (1991) - Lepiota oreadiformis Velen.(1920) - Lepiota pseudolilacea Huijsman (1947) - Lepiota subalba (Kühner) P.D.Orton (1960) - Lepiota subincarnata J.E.Lange (1940) |

## Specii ale genului în imagini (selecție)

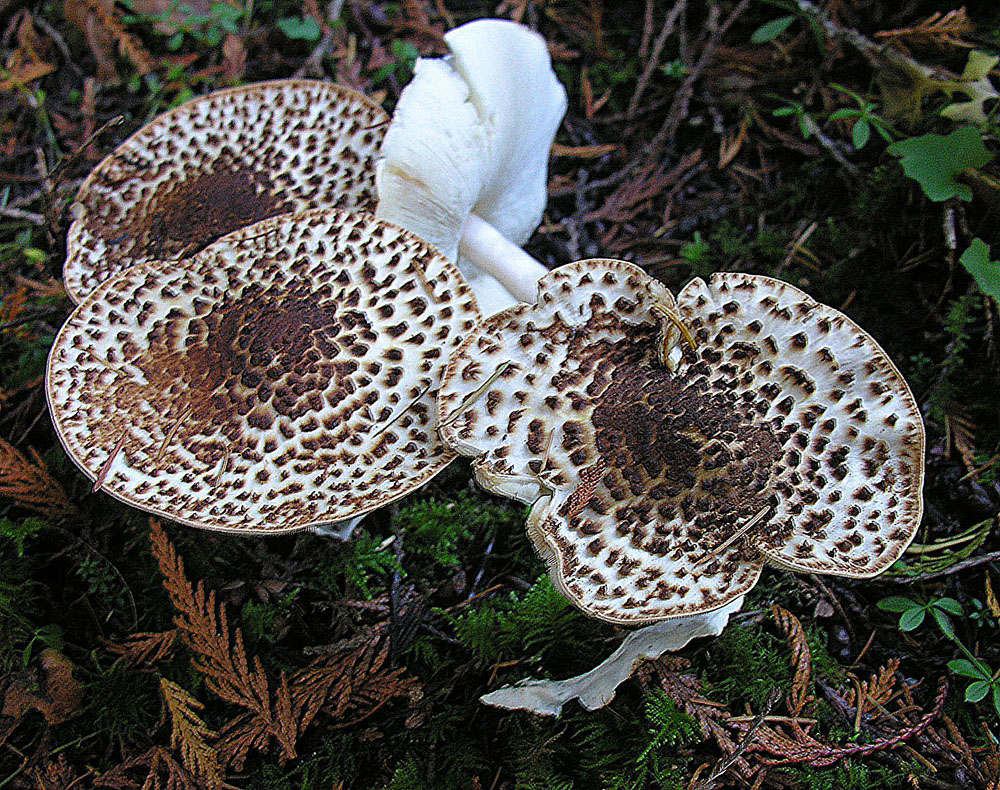
L. aspera
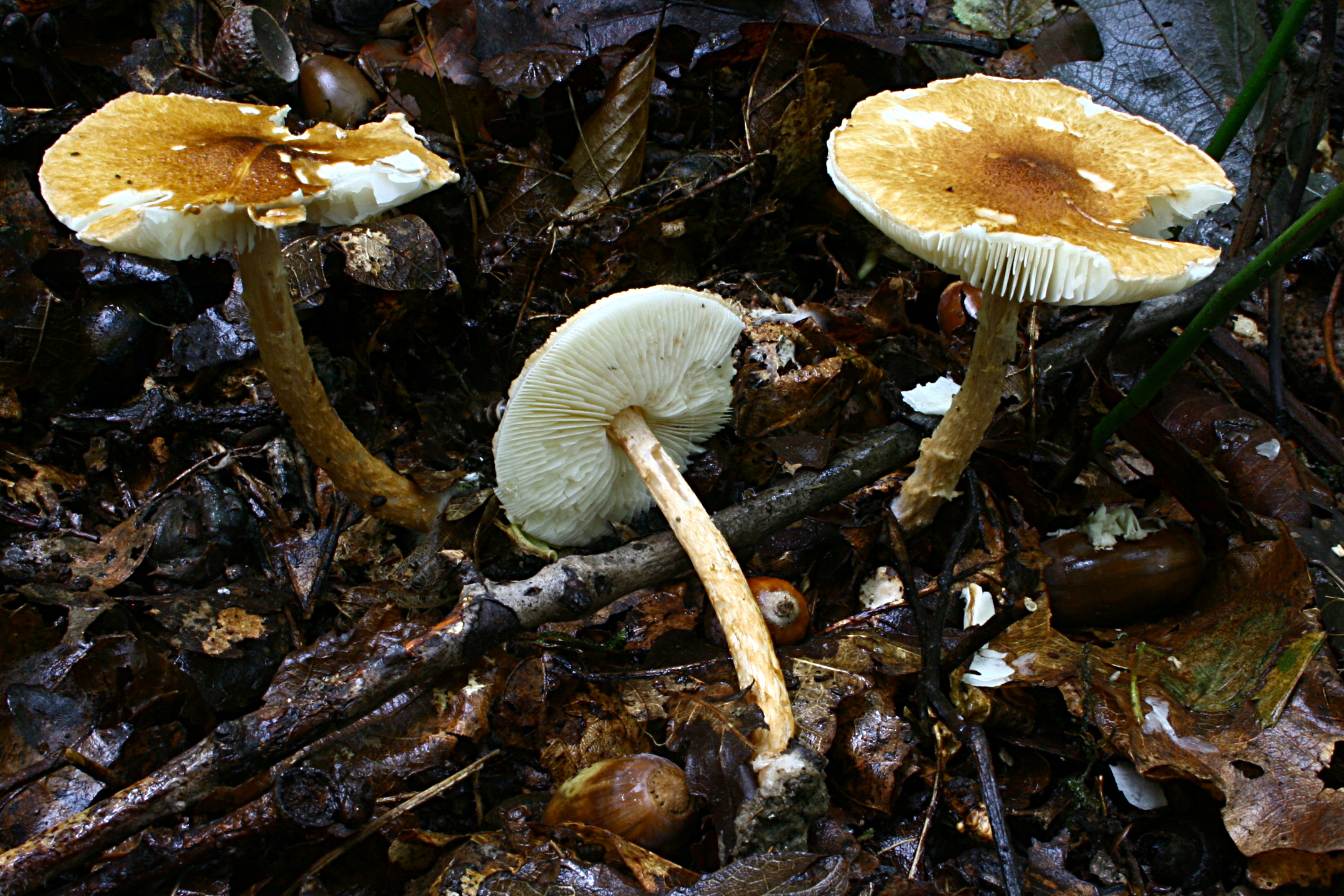
L. boudieri
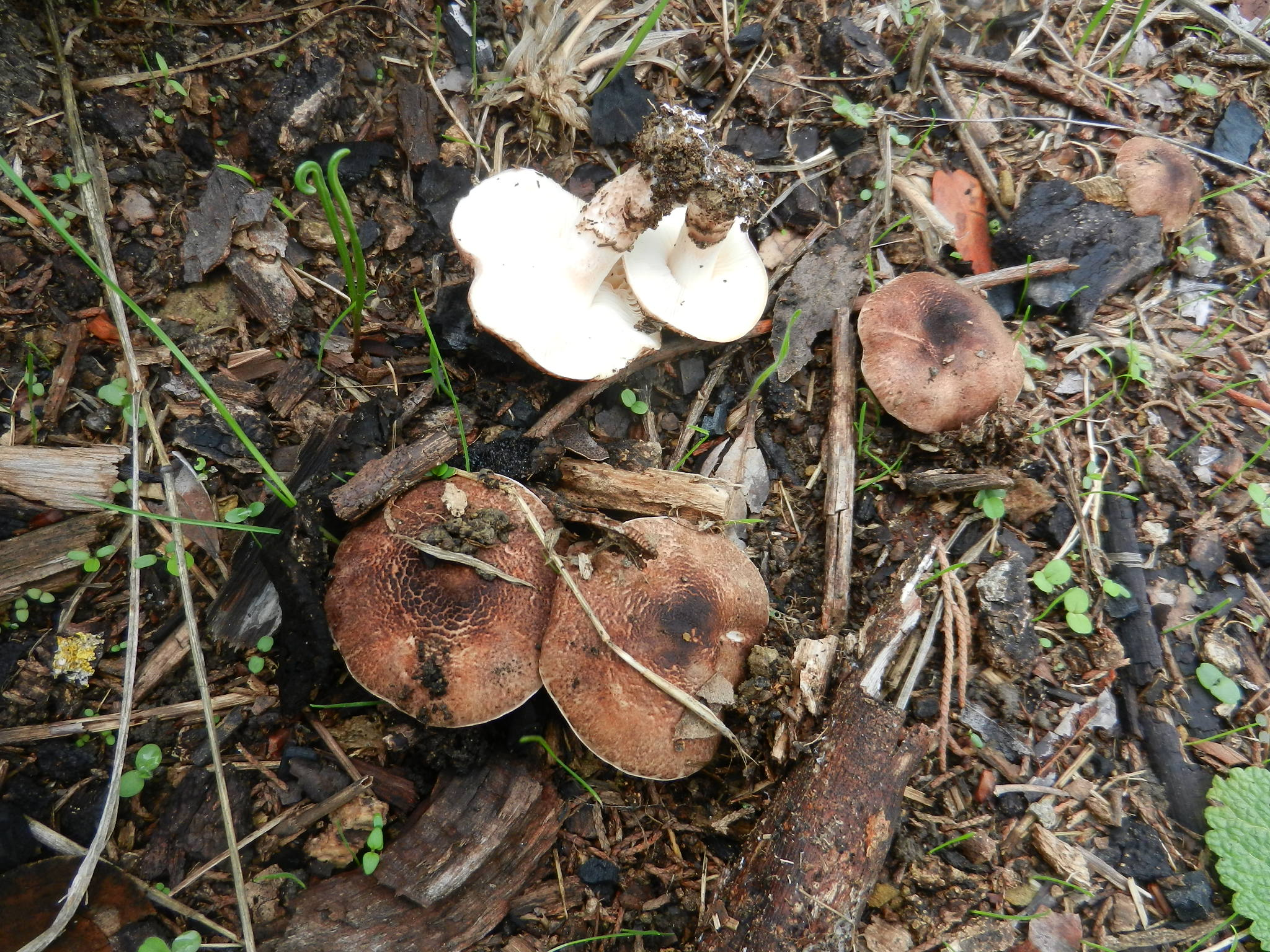
L. brunneoincarnata
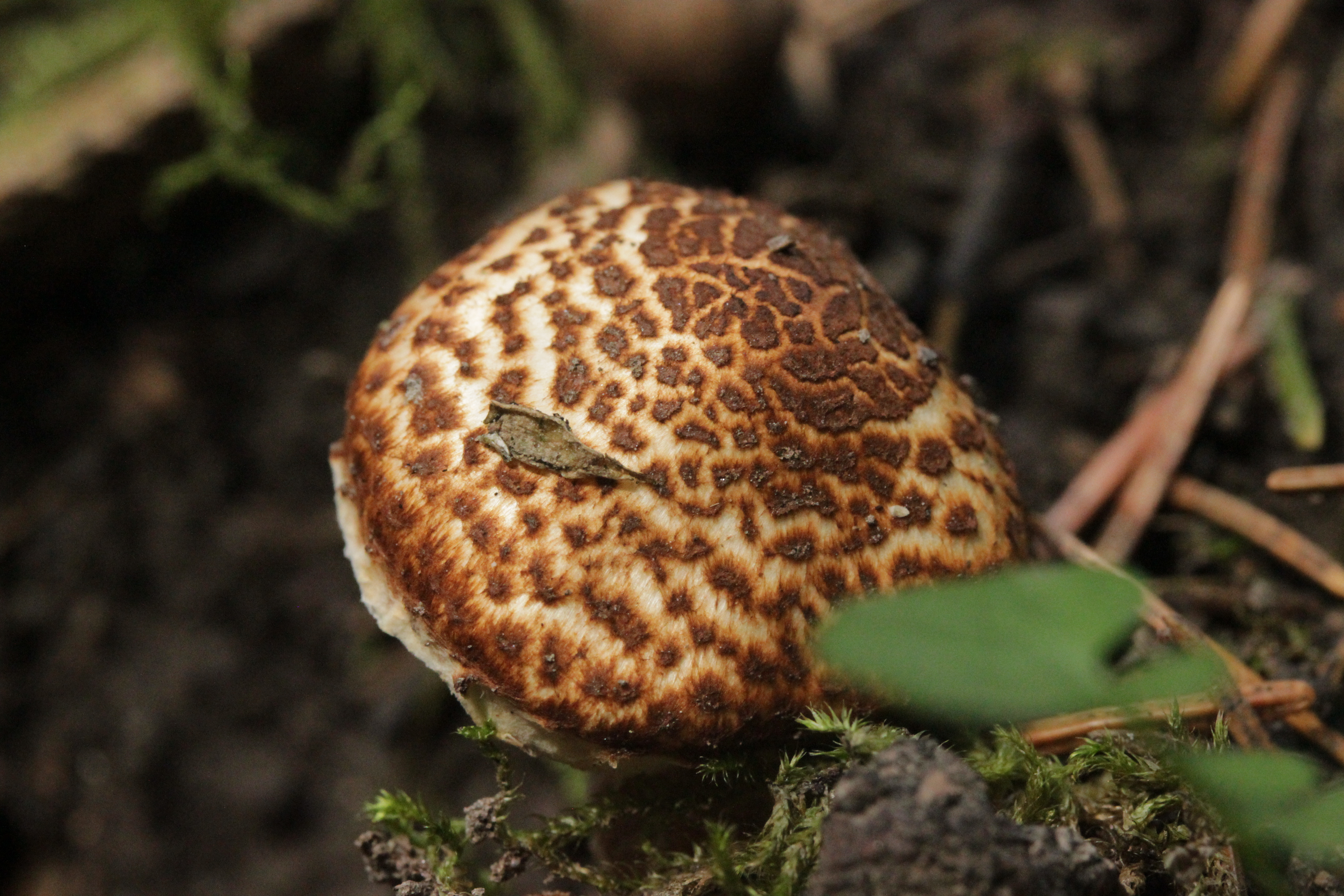
L. castanea
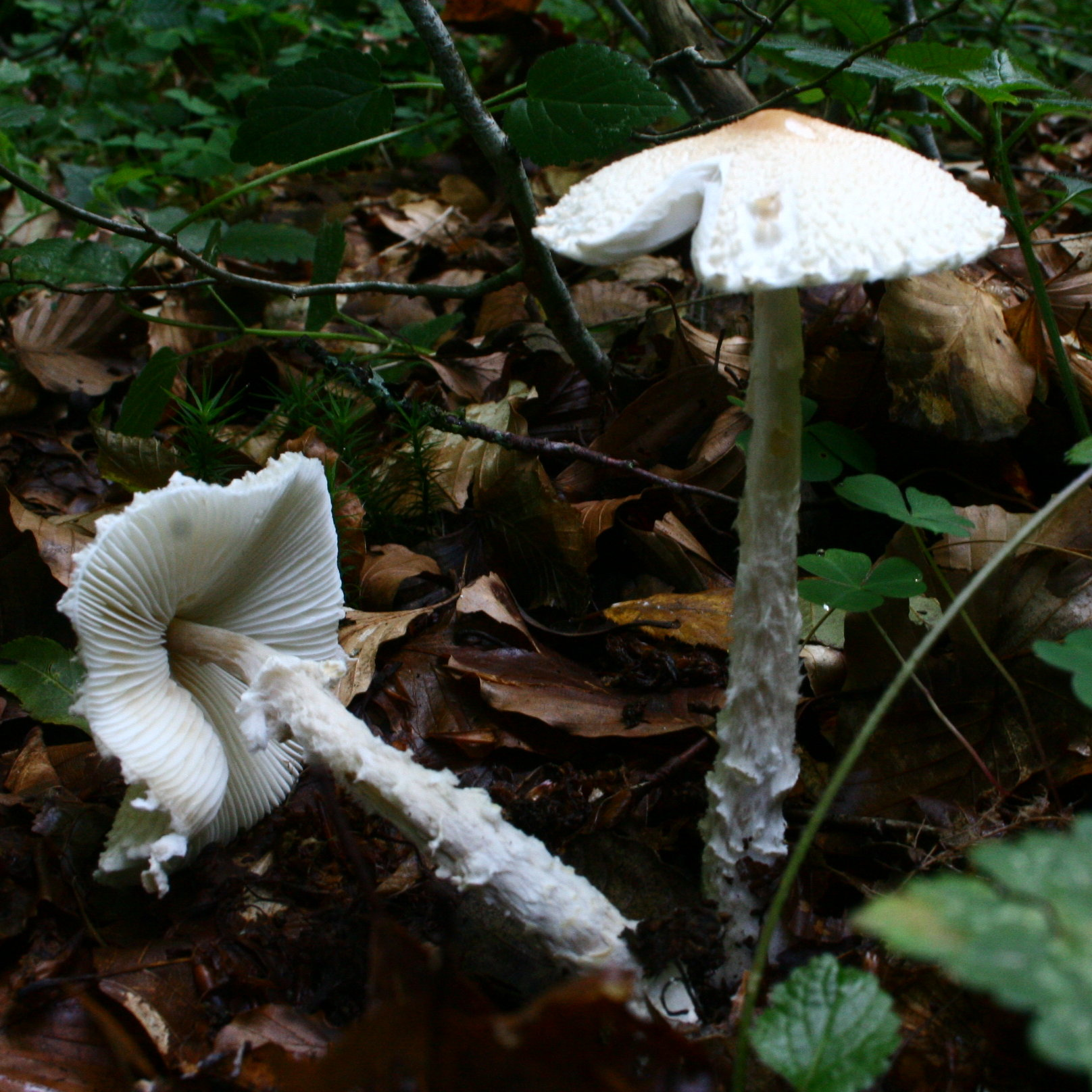
L. clypeolaria
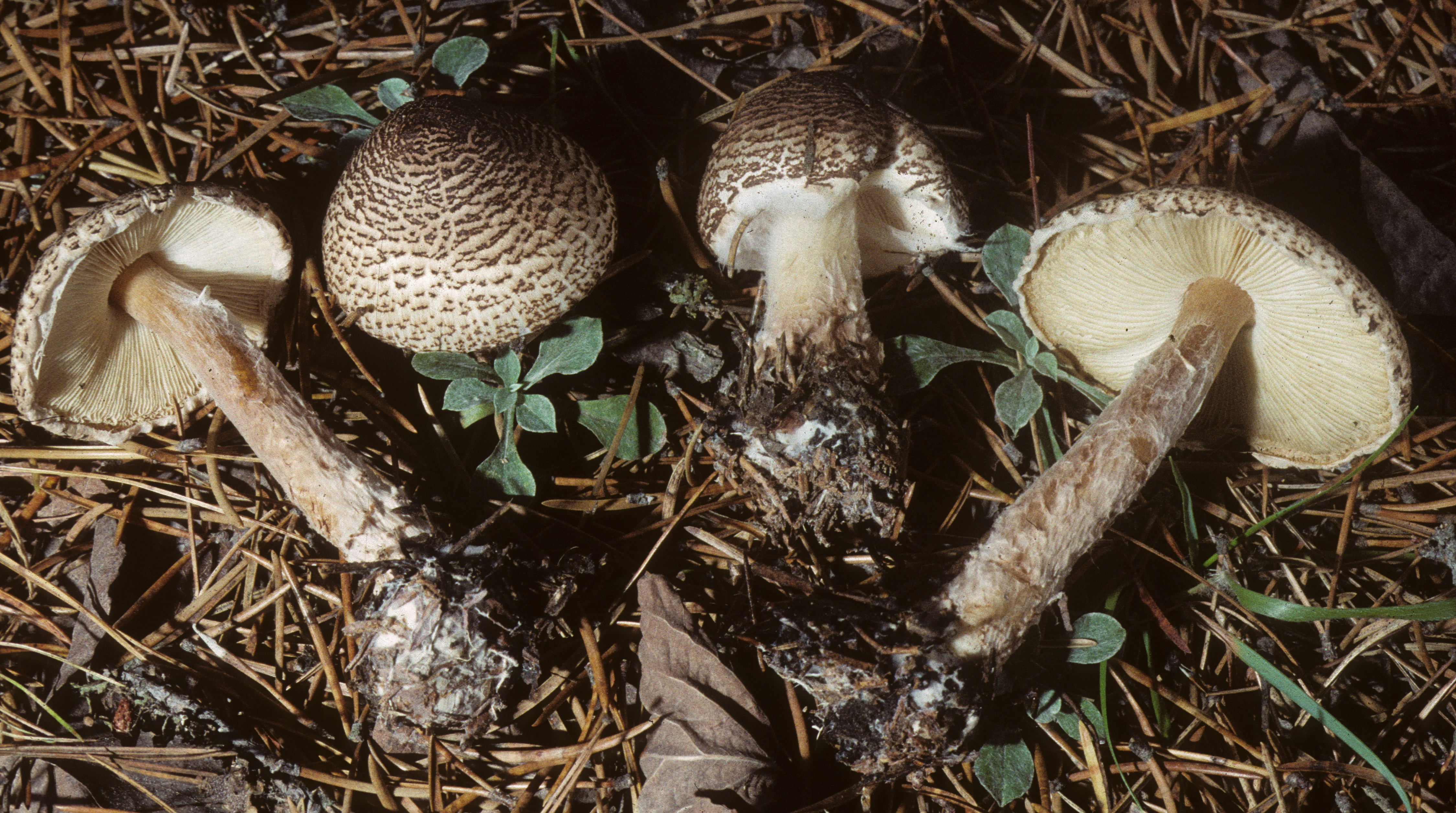
L. cortinarius
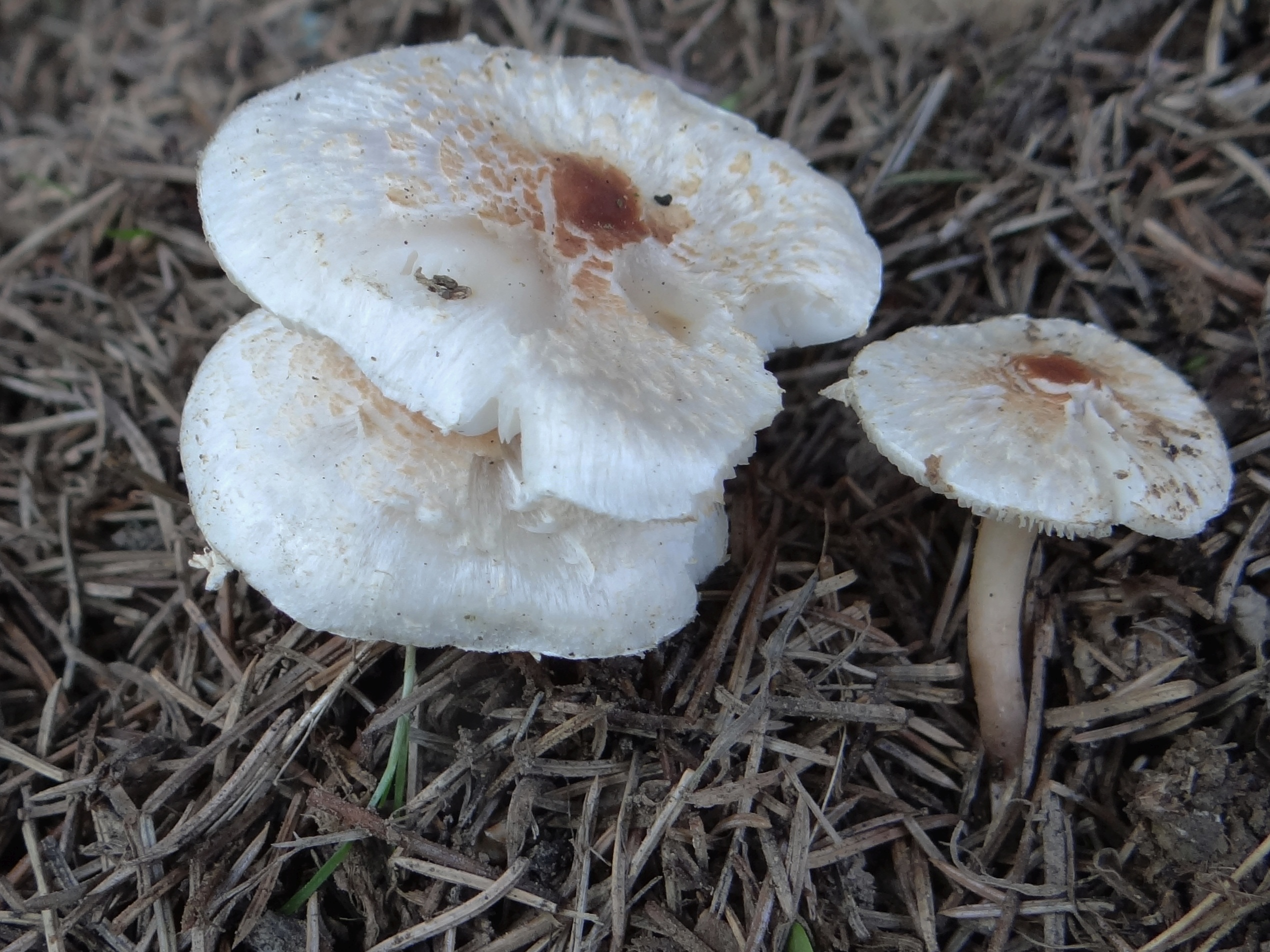
L. cristata
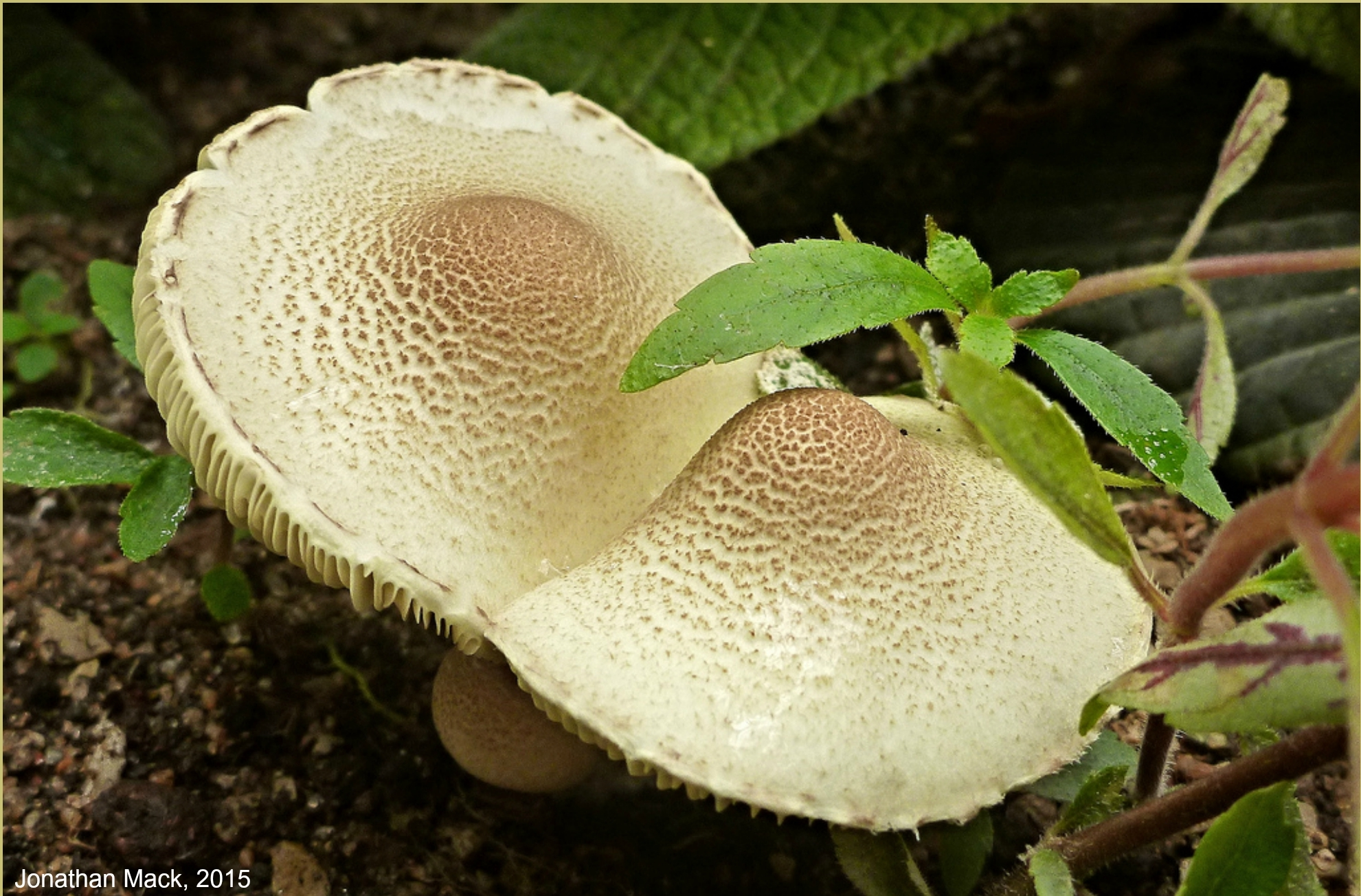
L. elaiophylla
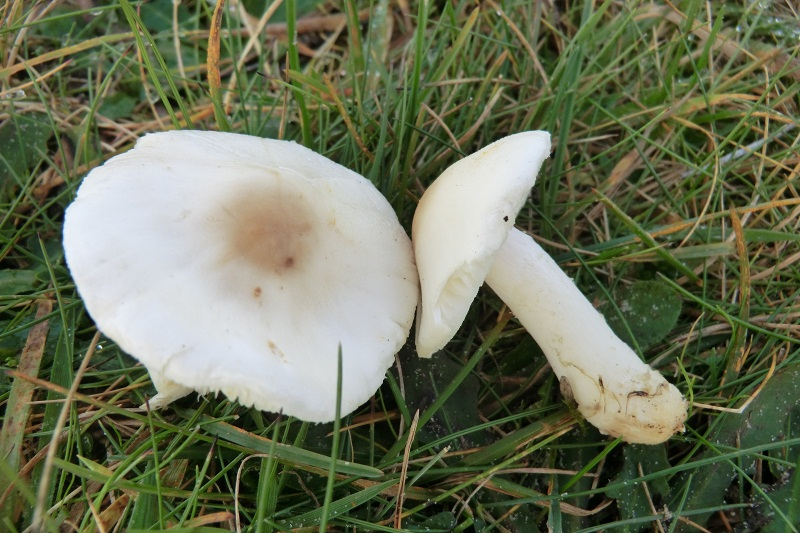
L. erminea
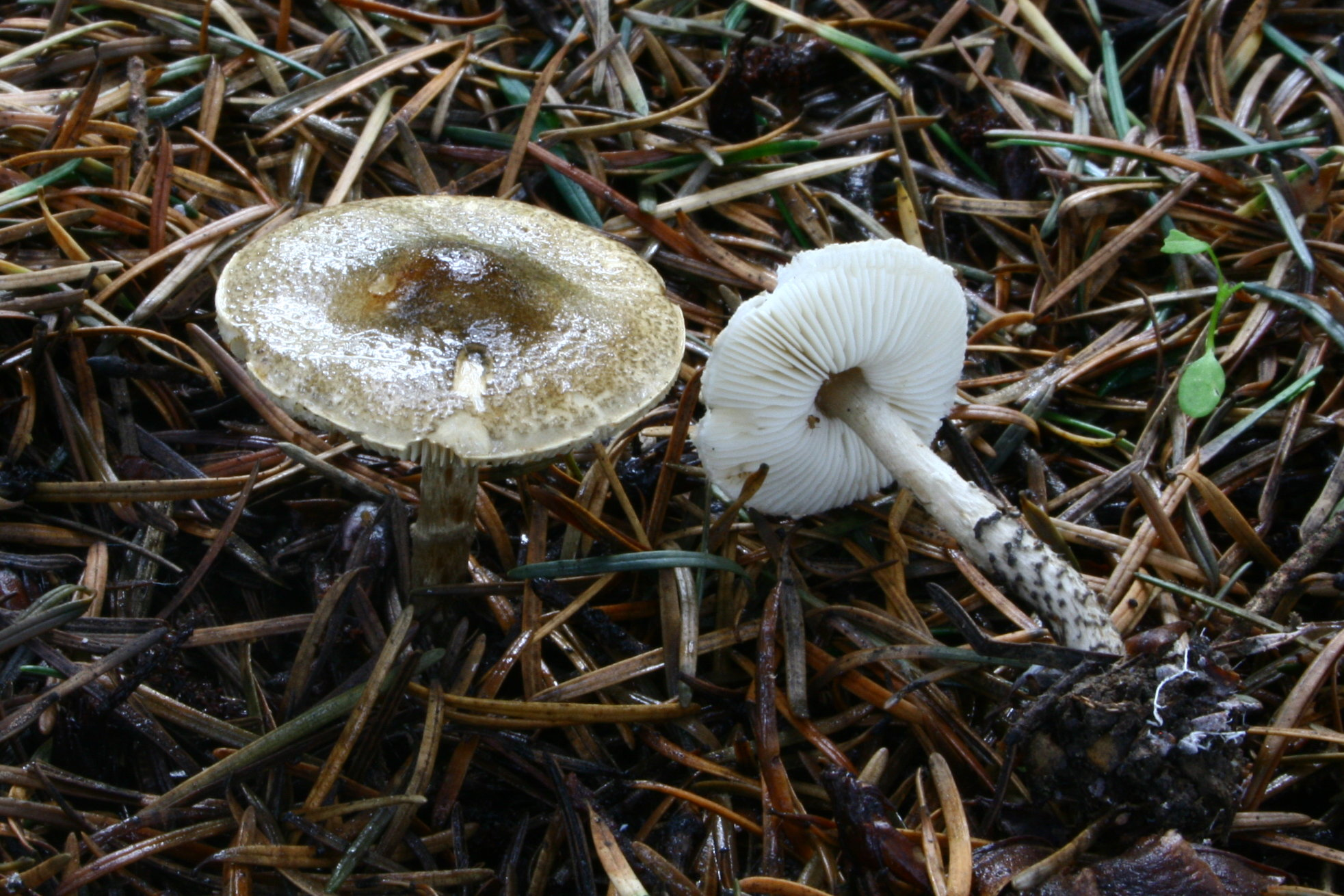
L. felina

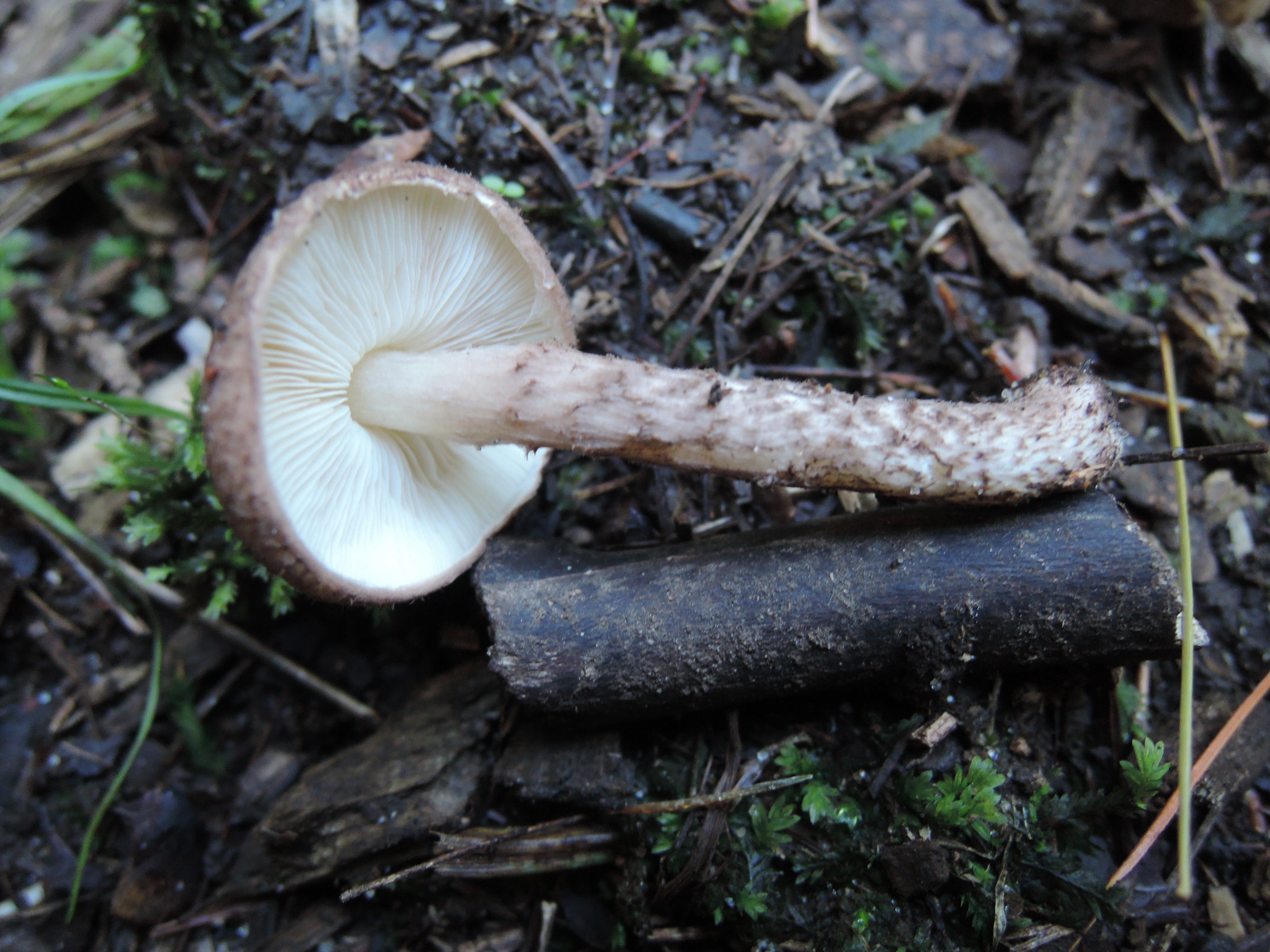
L. fuscovinacea
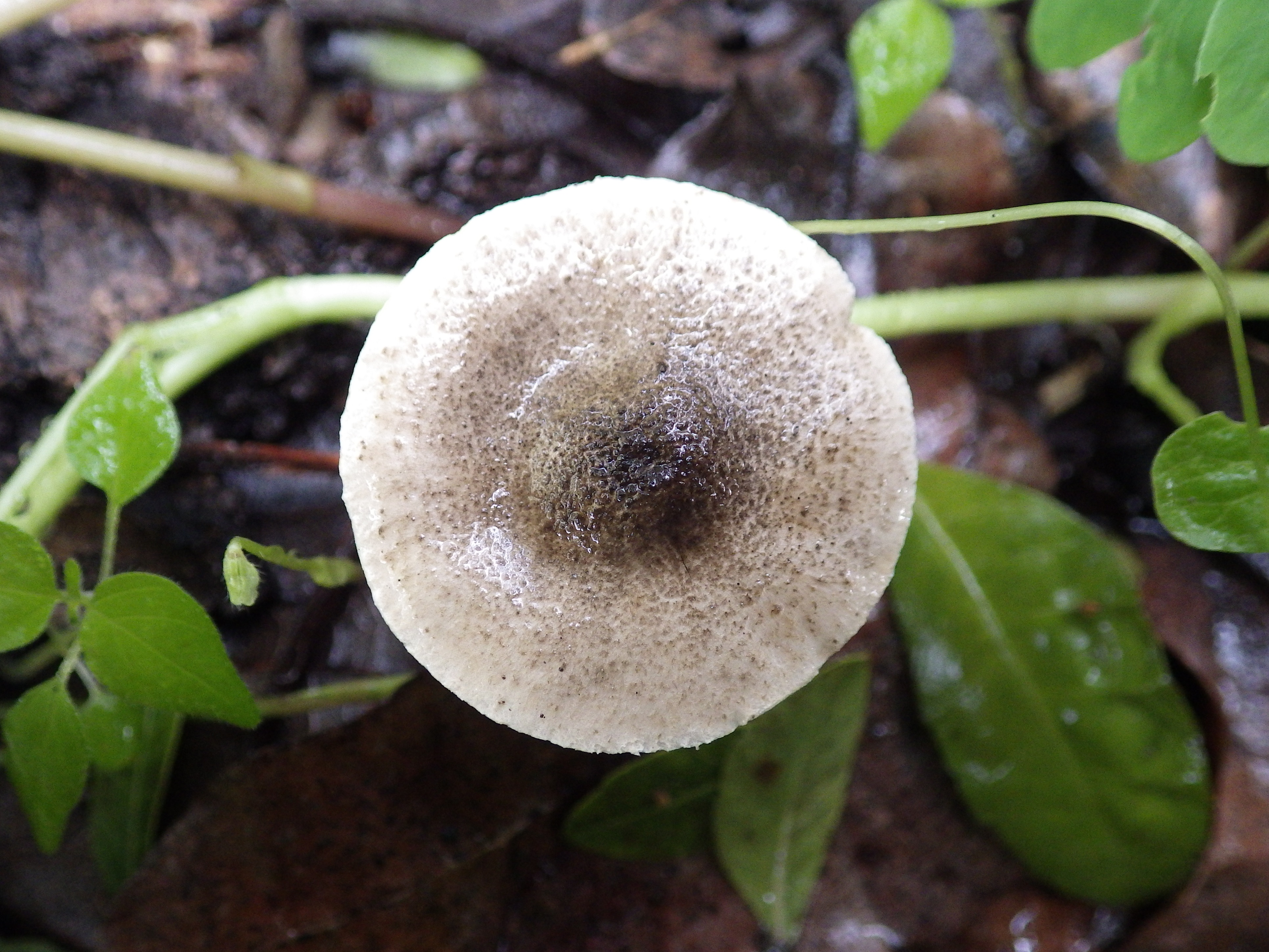
L. grangei
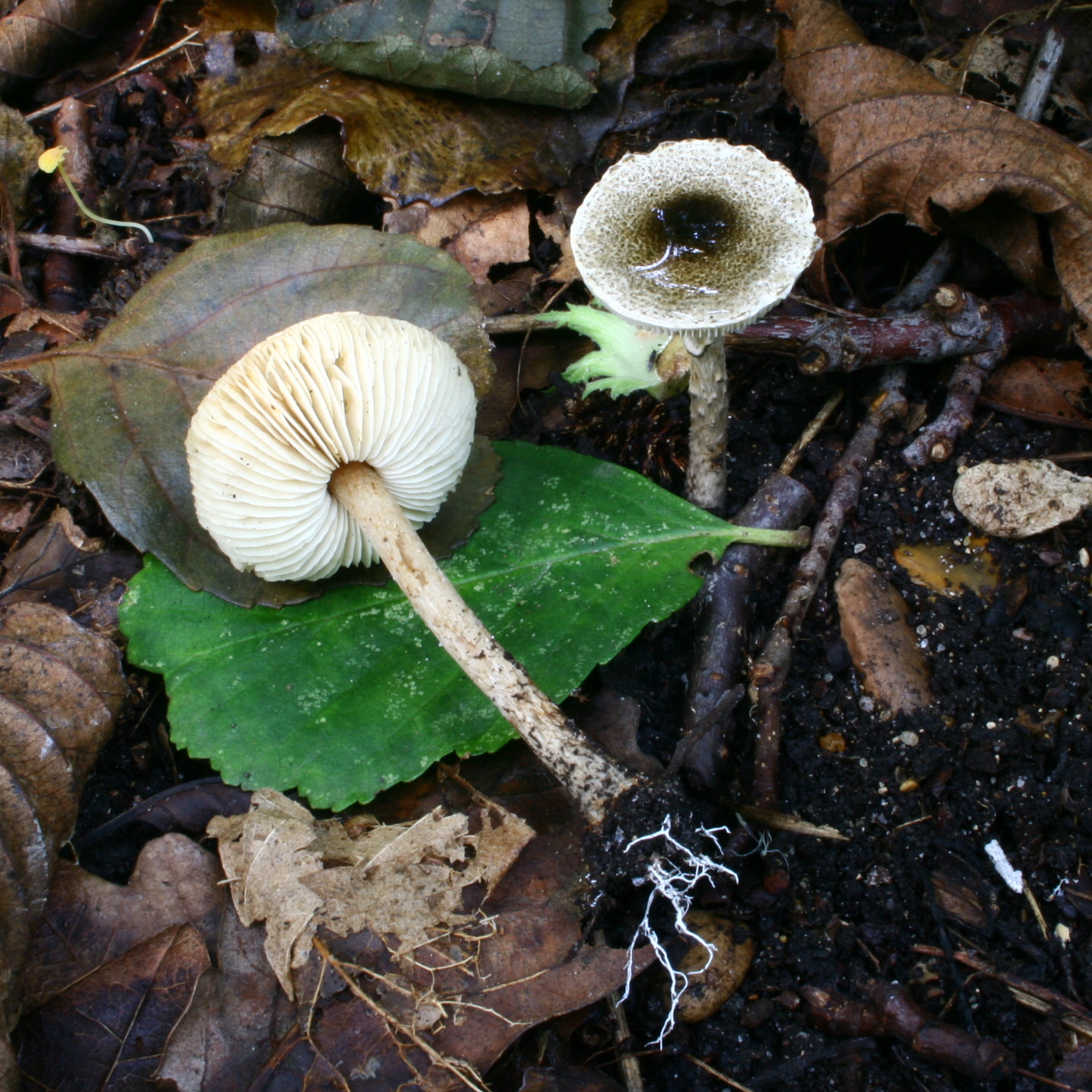
L: griseovirens
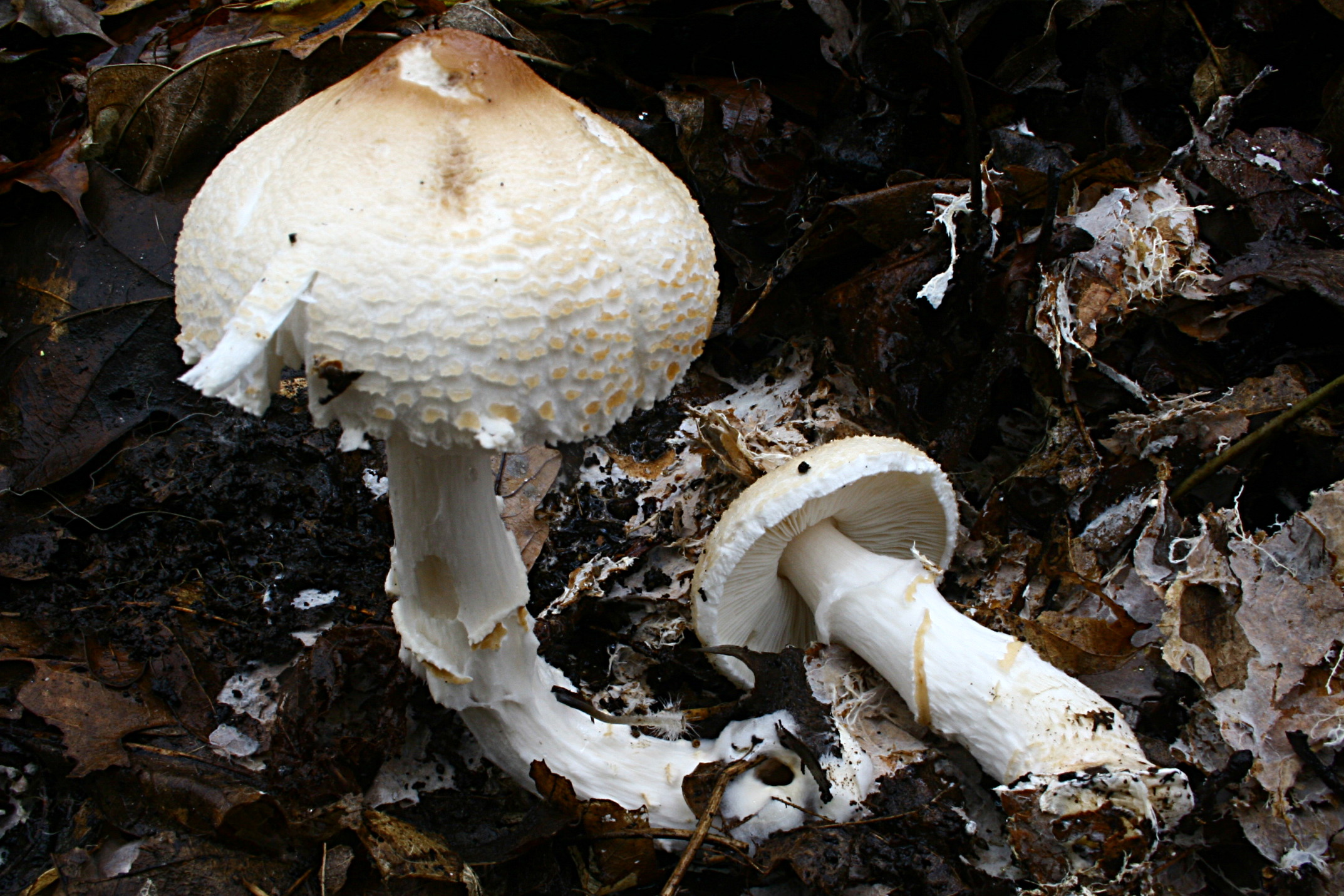
L. ignivolvata
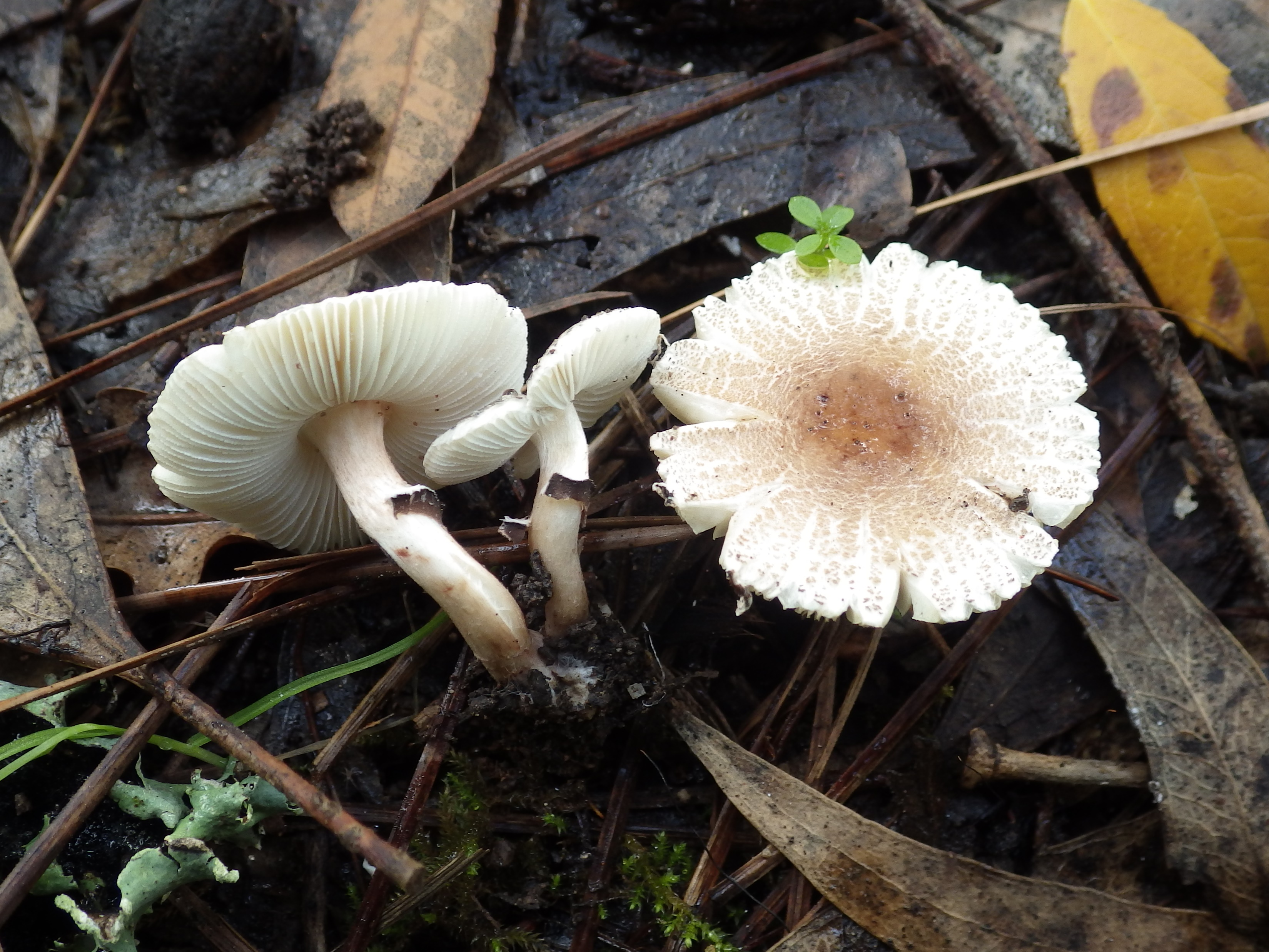
L. lilacea
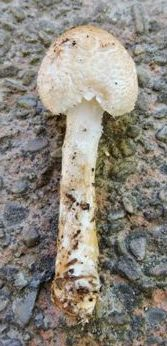
L. ochraceodisca
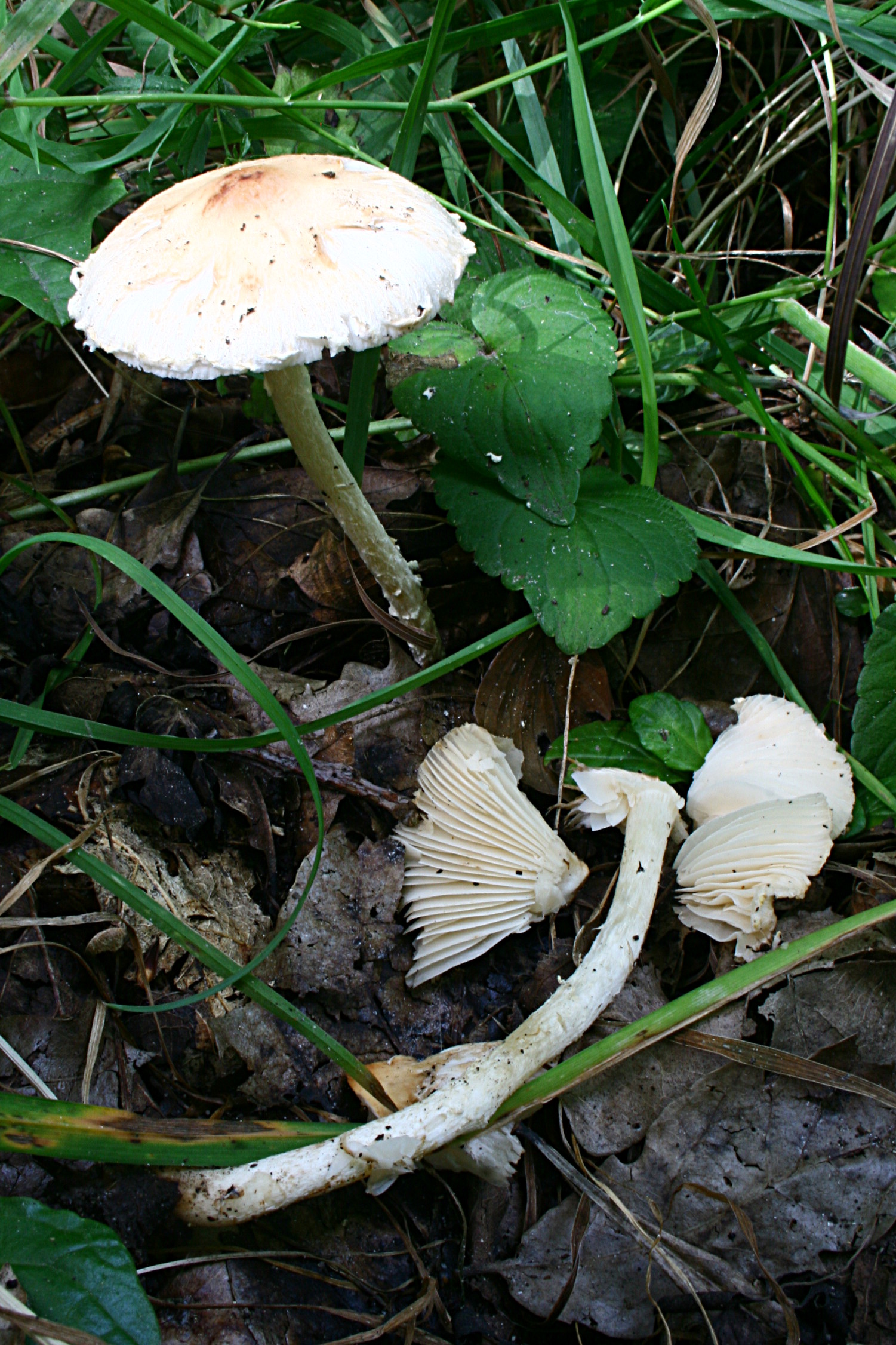
L. oreadiformis
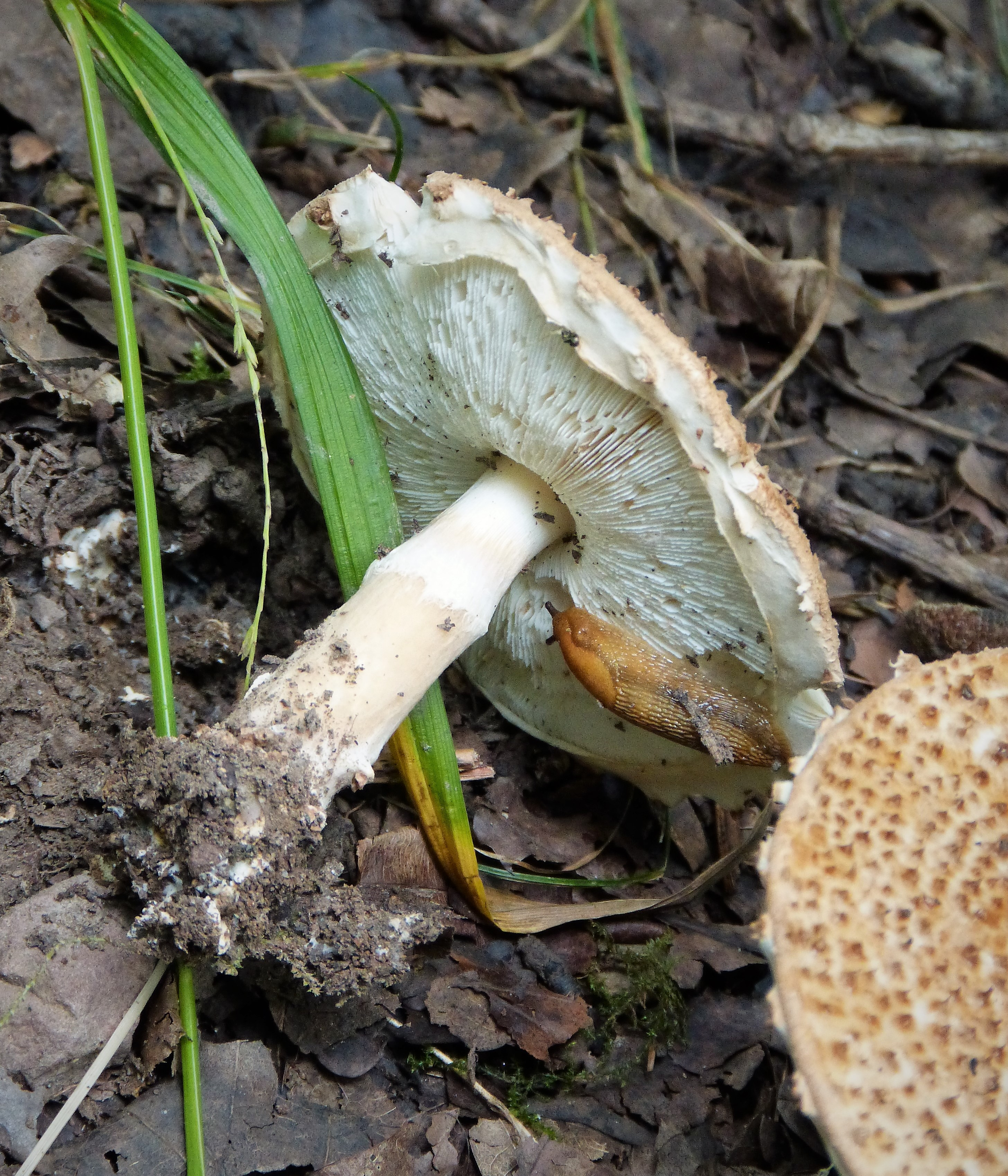
L. pseudolilacea
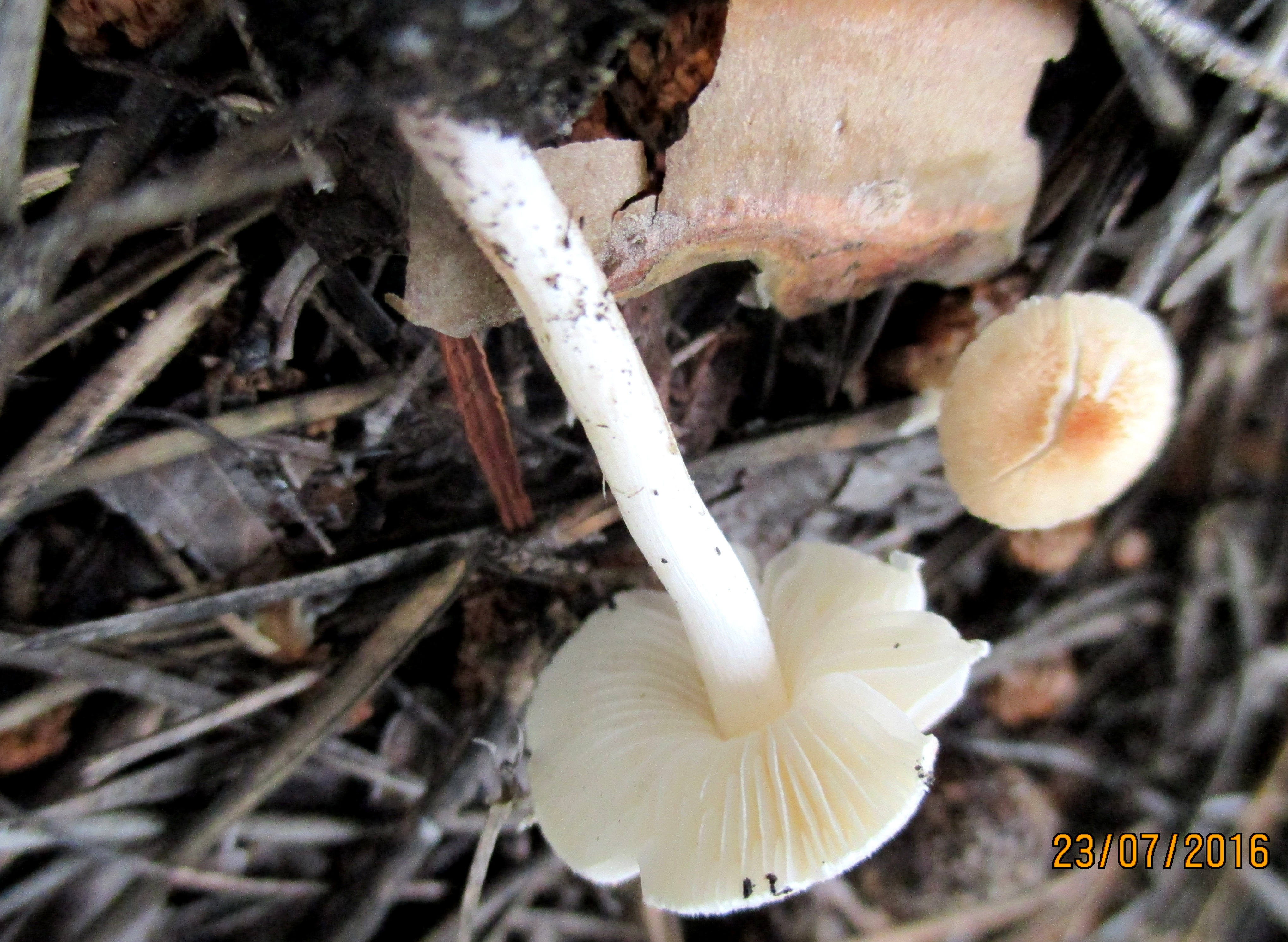
L. subalba
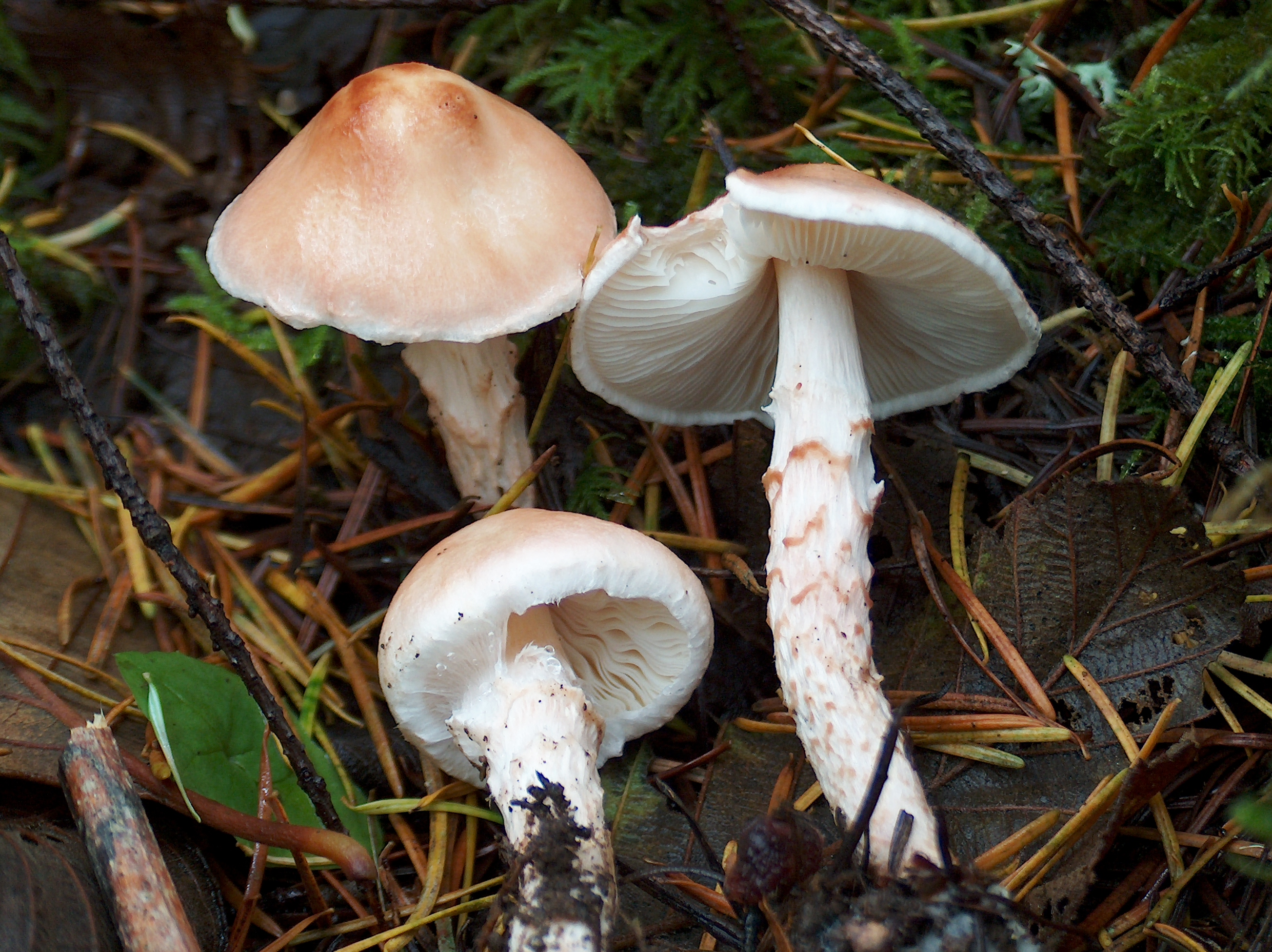
L. subincarnata

## Valorificare
Ciupercile acestui gen, în mare parte mai mici în măsură, sunt adesea dificil de identificat, deoarece sunt adesea foarte asemănătoare între ele, motiv pentru care examinarea microscopică este imperativă. Mai departe, diferite tipuri conțin sau sunt cel puțin suspectate de a include amanitine (faloidină, falacidină și falisină) care provoacă sindromul faloidian, adesea cu rezultat mortal pentru om. Prin urmare, speciile Lepiota ar trebui evitate cu strictețe.